# Limba estonă
Estona (eesti keel /ˈeːsti ˈkeːl/ (ascultăⓘ) este limba oficială a Estoniei, vorbită nativ de aproximativ 1.1 millioane de persoane în Estonia și de câteva zeci de mii în comunitățile de imigranți. Limba estonă aparține ramurii balto-finice a familiei uralice.
O caracteristică deosebită care a atras mult interes din partea lingviștilor este prezența a trei grade de lungime fonemică: scurtă, lungă și foarte lungă, astfel încât /sɑdɑ/, /sɑˑdɑ/ și /sɑːdɑ/ sunt distincte. În realitate, distincția nu este doar în lungimea fonemică, și mecanismul fonologic de la bază este încă neclar.

## Clasificare
Limba estonă aparține ramurii balto-finice a limbilor uralice, împreună cu limba finlandeză, limba carelă și alte limbi apropiate. Limbile uralice nu aparțin limbilor indo-europene. Estona este înrudită distant cu limba maghiară și cu limbile sami.
Limba estonă a fost influențată de limba suedeză, limba germană (inițial limba germană de jos medie, care era lingua franca Ligii Hanseatice și care se vorbea ca limbă nativă în Estonia de astăzi de o comunitate burgheză importantă de germani baltici; mai târziu limba estonă a fost influențată și de germana standard) și de limba rusă, chiar dacă nu se înrudește lingvistic cu ele.
La fel ca limba finlandeză și maghiară, limba estonă este într-o oarecare măsură o limbă aglutinantă, dar, spre deosebite de ele, și-a pierdut armonia vocalică. În limba estonă vocalele frontale se găsesc exclusiv pe prima silabă dau pe silaba accentuată, dar în textele mai vechi armonia vocalică se mai poate observa. În plus, apocopa sunetelor de la sfârșitul cuvintelor este extinsă și a contribuit la trecerea de la o limbă pur aglutinantă la o limbă flexionară.  Topica de bază este subiect-verb-complement.

## Istorie
Cele două limbi estone (uneori considerate limbi diferite) sunt limba estonă nordică și sudică. Acestea sunt bazate pe migrația strămoșilor estonilor pe teritoriul Estoniei în cel puțin două valuri, ambele grupuri vorbind limbi balto-finice considerabil diferite. Estona modernă standard a evoluat pe baza dialectului nordic.
În timpul Evului Mediu și epocii moderne timpurii, limba estonă a acceptat multe cuvinte împrumutate din limbi germanice, în principal din germana inferioară medie și, după Reforma Protestantă din secolul al XVI-lea, din limba germană standard.
Dominația Estoniei de către Danemarca, Germania, Suedia și Rusia după Cruciadele Nordice din secolul al treisprezecelea până în anul 1918 au întârziat alfabetizarea în Estonia. 

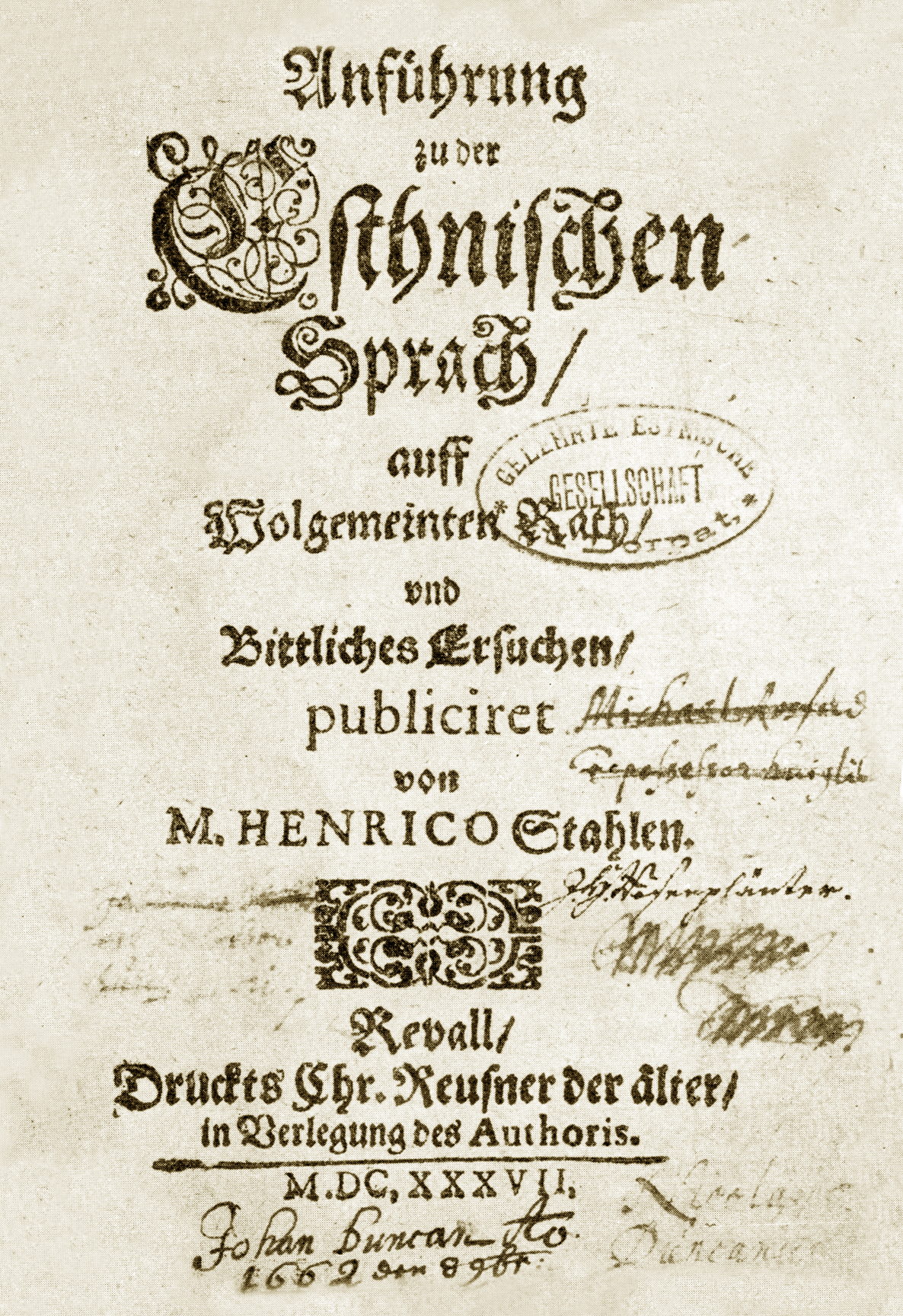
Carte de gramatică estonă publicată în 1637 de către Heinrich Stahl

Cele mai vechi dovezi ale unei limbi balto-finice în Estonia datează din secolul al treisprezecelea. „Originates Livoniae” din Cronica lui Henric de Livonia conține toponime, cuvinte și fragmente de propoziții estone.

## Literatură estonă
Cele mai vechi mostre de text în limba estonă (de nord) sunt rugăciunile de la Kullamaa, datând dintre 1524 și 1528. În 1525 s-a tipărit prima carte publicată în limba estonă. Cartea era un manuscris luteran care nu a ajuns niciodată la cititori și a fost distrus imediat după publicare.
Prima carte în limba estonă care s-a păstrat este o traducere germană-estonă a catehismului luteran de S. Wanradt și J. Koell datând din 1535, din timpul Reformei Protestante. O carte de gramatică estonă pentru preoți a fost tipărită în limba germană în 1637 Noul Testament a fost tradus în limba võro în 1686 și în estona nordică în 1715. Cele două limbi au fost unite pe baza estonei nordice de Anton thor Helle.
În timpul Iluminismului eston, între anii 1750 și 1840, literatura în estonă a devenit mai importantă.
Începutul literaturii estone native a fost între 1810 și 1820, când s-au publicat poemele patriotice și filozofice ale lui Kristjan Jaak Peterson. Peterson a fost primul student de la Universitatea din Tartu, la care se preda pe atunci în limba germană, care să își recunoască originea estonă. El este considerat o figură importantă a literaturii naționale estone și inițiatorul poeziei moderne estone. Ziua sa de naștere, 14 martie, este sărbătorită în Estonia ca Ziua Limbii Materne. Un fragment din „Kuu”, un poem al lui Peterson, exprimă dorința de a reintroduce importanța limbii estone:
Kas siis selle maa keel

Laulutuules ei või

Taevani tõustes üles

Igavikku omale otsida?
Traducere:
Poate limba acestei țări

În vântul incantației

Ridicându-se la ceruri

Să nu caute eternitatea?
Din 1525 în 1917 s-au publicat 14 503 de cărți în estonă, dar între 1918 și 1940 s-au publicat 23 868.
În 1917, a fost fondată mișcarea literară Siuru, o mișcare expresionistă și neo-romantică opusă tradiției formaliste a Tinerilor Estoni (Noor-Eesti). Poezia mișcării  a fost adesea considerată ca fiind scandaloasă datorită naturii ei erotice. Chiar dacă a avut o durată scurtă, lipsită de independența estonă și de mișcarea literaturii naționale care a urmat, membrii acesteia au devenit figuri importante în literatură estonă de-a lungul primei perioade de independență a Estoniei și în exilul comunității literare estone în timpul ocupației sovietice. Împreună cu fondatorul August Gailit, mișcarea a inclus următorii tineri poeți și scriitori: Marie Under, Henrik Visnapuu, Johannes Semper, Friedebert Tuglas, Peet Aren, Otto Krusten și Artur Adson. Între 1917 și 1919, Siuru a publicat trei volume de poezie. În 1919 au apărut conflicte în cadrul grupului. Visnapuu și Gailit au plecat, în timp ce Johannes Barbarus și August Alle s-au alăturat ca membri noi.
În timpurile moderne Jaan Kross și Jaan Kaplinski sunt cei mai cunoscuți și traduși scriitori estoni.

## Limbă de stat
Scrierile pe limba estonă au devenit mai importante doar în secolul 19 după răspândirea ideilor Iluminismului, în timpul perioadei Iluminismului eston (1750–1840). Deși, în general, germanii baltici vedeau viitorul estonilor ca o fuziune cu ei, clasa educată estofilă admira cultura antică a estonilor și era lor de libertate înainte de cucerirea lor de către danezi și germani în secolul 13.
După Războiul Eston de Independență din 1919, limba estonă a devenit limba oficială a noului stat. În 1945, 97,3% dintre locuitorii Estoniei se considerau etnici estoni și vorbeau limba estonă.
Când Estonia a fost invadată și ocupată de către Uniunea Sovietică în al Doilea Război Mondial, statutul limbii estone a devenit de limbă cooficială (rusa fiind cealaltă). La fel ca și în Letonia, în Estonia au venit mulți imigranți încurajați de sovietici. În a doua jumătate a anilor 1970, presiunea pentru multilingualism în Estonia a crescut, așa că majoritatea estonilor au învățat rusă. Limba rusă era numită „limba prieteniei popoarelor” și era predată copiilor estoni, uneori încă de la grădiniță. Deși predarea limbii estone celor care nu erau estoni era obligatorie, practic învățarea limbii nu era considerată necesară.
În timpul Perestroikăi, Legea Privind Statutul Limbii Estone a fost adoptată în ianuarie 1989. Prăbușirea Uniunii Sovietice a dus la restaurarea independenței Republicii Estone. Limba estonă a devenit din nou singura limbă oficială a Estoniei, ceea ce înseamnă că se încuraja folosirea ei, în timp ce folosirea limbii ruse era descurajată.
Întoarcerea imigranților sovietici în țările de origine a adus proporția estonilor în Estonia înapoi peste 70%. La fel ca în Letonia, cei mai mulți dintre ne-estonii rămași în Estonia au adoptat limba estonă: aproximativ 40% la recensământul din 2000.

## Dialecte

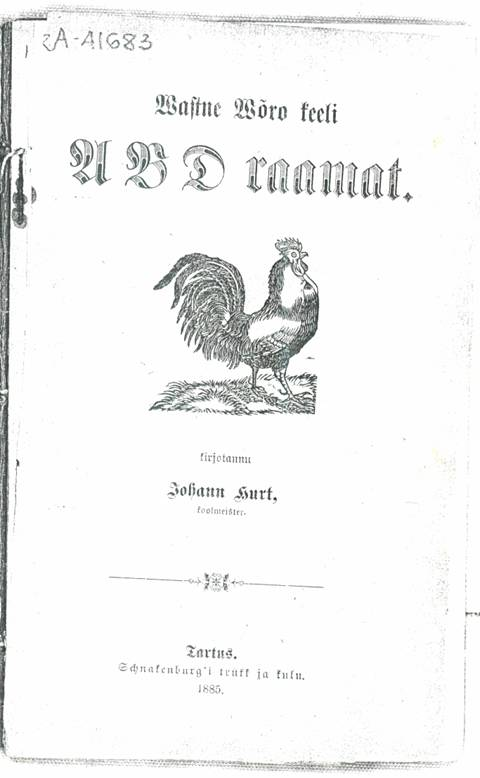
Un abecedar din 1885 în limba võro scris de Johann Hurt: „Wastne Võro keeli ABD raamat”

Dialectele estone se divid în două grupe: dialectul nordic, asociat istoric cu orașul Tallinn, dialectul sudic, asociat cu Tartu, și dialectul distinct „kideranniku”, al coastei de nord-est a Estoniei.
Grupul nordic constă din „keskmurre” sau dialectul central, pe care se bazează limba standard, „läänemurre” sau dialectul vestic, corespunzând zonei Läänemaa și Pärnumaa, „saarte murre” de pe insulele Saaremaa și Hiiumaa, și „idamurre”, dialectul estic, vorbit pe malul de nord-est al lacului Peipus.
Grupul sudic constă din dialectele Tartu, Mulgi, Võru (limba võro) și Setu. Acestea sunt uneori considerate variante ale limbii estone sudice și alteori limbi separate. De asemenea, Setu și Võro se deosebesc mai puțin prin limbă și mai mult prin religie și cultură.

## Sistem de scriere

### Alfabet
Alfabetul limbii estone se bazează pe alfabetul latin, dar adaugă literele ä, ö, ü și õ, plus š și ž, introduse ulterior. Literele c, q, w, x și y apar doar în nume proprii de origine străină, iar f, z, š și ž apar doar în neologisme. Ö și ü se pronunță ca și echivalentele lor din limba suedeză și germană. Spre deosebire de germana standard dar la fel ca în finlandeză, ä se pronunță /æ/. Vocalele Ä, Ö și Ü sunt clar foneme separate și proprii limbii estone, chiar dacă forma literelor vine din germană. Litera õ reprezintă /ɤ/, un /o/ nerotunjit, sunet numit științific vocală semiînchisă posterioară nerotunjită. Acest sunet e aproape identic cu sunetul /ɤ̞/ din limba bulgară, notat cu ъ, și cu sunetul notat în limba vietnameză cu ơ. Õ se folosește și pentru a translitera litera chirilică ы.

### Ortografie
Deși ortografia limbii estone este în general ghidată pe principii fonetice, cu fiecare grafem corespunzând unui singur fonem, există unele devieri istorice și morfologice de la această regulă, cum ar fi conservarea morfemului la declinarea unui cuvânt (scriind b, g, d acolo unde se pronunță p, k, t) și în folosirea lui „i” și „j”.
În scriere, acolo unde este impractic sau imposibil să se scrie „š” sau „ž” ele sunt substituite cu „sh” sau „zh”, chiar dacă această practică este considerată greșită. Altfel, litera „h” din „sh” reprezintă o fricativă glotală surdă, ca în „Pasha” (/ˈpɑsˌhɑ/).